# Budyně nad Ohří
Budyně nad Ohří (în germană Budin an der Eger) este o comună și un oraș din districtul Litoměřice din regiunea Ústí nad Labem din Cehia. Are o populație de aproximativ 2.200 de locuitori.
Se află pe râul Ohře (după cum arată și numele). Centrul istoric al orașului este bine conservat și este protejat prin lege ca zonă de monument urban.

## Diviziuni administrative
Budyně nad Ohří este alcătuit din șapte diviziuni administrative (populația este între paranteze conform recensământului din 2021):
- Budyně nad Ohří (1.374)
- Břežany nad Ohří (142)
- Kostelec nad Ohří (122)
- Nížebohy (188)
- Písty (108)
- Roudníček (98)
- Vrbka (94)

## Etimologie
Numele Budyně este derivat din numele personal Buda, care are sensul de „(satu)l lui Buda”.

## Geografie
Budyně nad Ohří se află la aproximativ 15 kilometri (9 mi) sud de Litoměřice și la 38 kilometri (24 mi) nord-vest de Praga. Se găsește într-un peisaj plat și preponderent agricol din Platoul Ohře de Jos. Râul Ohře curge prin oraș.

## Istorie

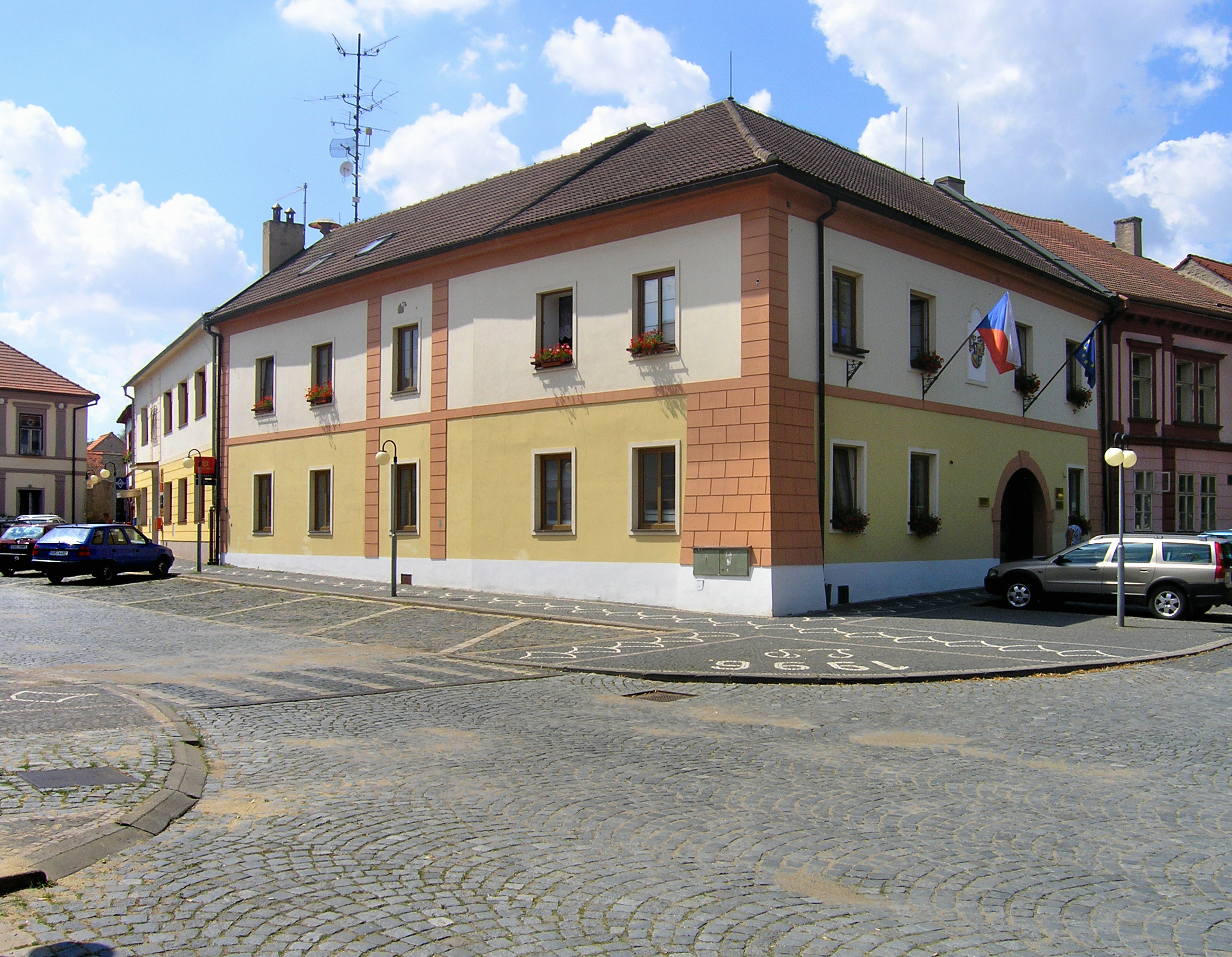
Primăria din Budyně nad Ohří

Prima mențiune scrisă despre Budyně nad Ohří datează din anul 1173.
Inițial aici a fost un castel din lemn, dar a fost reconstruit ca un castel gotic din piatră de către regele Ottokar I al Boemiei la începutul secolului al XIII-lea.
Regele Ioan al Boemiei a vândut Budyně familiei nobile Zajíc din Hazmburk⁠(d), care l-a deținut până în 1613. În timpul domniei acestora, castelul și întreaga moșie au prosperat și s-au dezvoltat.

## Transporturi
Budyně nad Ohří este situat pe linia de cale ferată de la Roudnice nad Labem⁠(d) la Libochovice⁠(d). Trenuri istorice circulă pe această linie și este în funcțiune doar în timpul sezonului turistic de vară, în weekenduri.

## Obiective turistice

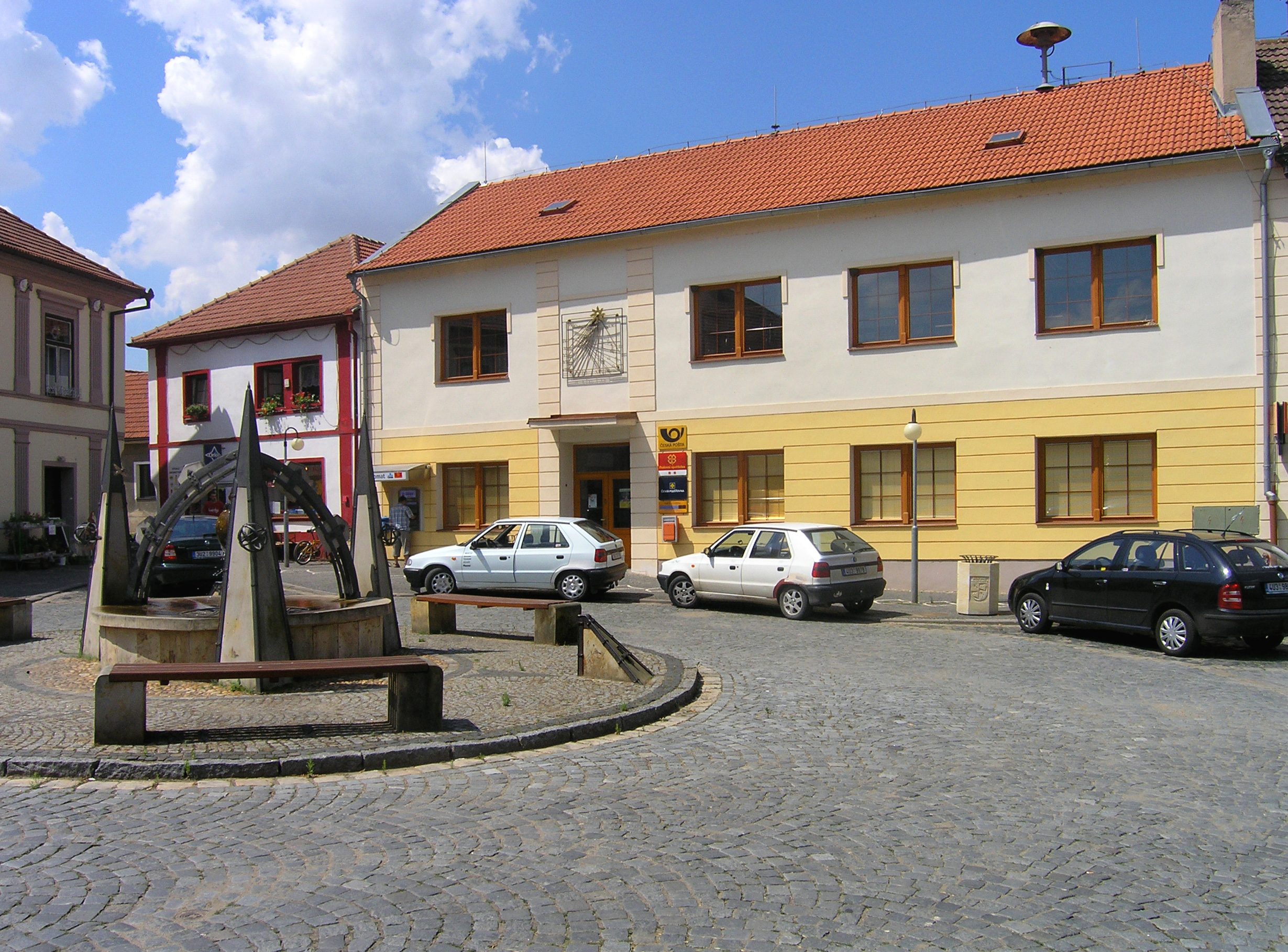
Piața Říhovo

Budyně nad Ohří este cunoscut pentru castelul său de apă. Din 1946, acesta este proprietate a orașului. În anii 1920, în incinta castelului a fost fondat Muzeul Janda, cu o expoziție de donații de la călători și colecții private ale locuitorilor din regiune. Muzeul a fost redeschis în 1997.
Biserica „Sfântul Venceslau” este principalul obiectiv turistic al pieței orașului. A fost fondată în secolul al XIII-lea. După ce a fost avariată de un incendiu în 1669, biserica inițial gotică a fost reconstruită în stil baroc. În 1710, biserica a fost extinsă.

## Persoane notabile
- Bavor Rodovský cel Tânăr din Hustířany (1526–1591), nobil și alchimist, savant și filosof, autor al numeroase scrieri și traduceri; a decedat aici[12]
- Petr Čech (1944–2022), alergător cursa cu obstacole (hurdler)[13][14]

## Orașe înfrățite–orașe gemene
Budyně nad Ohří este înfrățit cu:
- Hohnstein, Germania